# Buffalo Bill (film, 1944)
Pour les articles homonymes, voir Buffalo Bill (homonymie).
Pour plus de détails, voir Fiche technique et Distribution.
Buffalo Bill est un film américain réalisé par William A. Wellman, sorti en 1944.

## Synopsis
Après son mariage avec la fille d'un sénateur, Louisa Frederici, dans l'ouest des États-Unis, Buffalo Bill se voit forcé de combattre ses amis cheyennes dépossédés par la construction du chemin de fer et la destruction de leurs bisons. À la recherche de sa femme dans l'Est des États-Unis, il se révolte contre la civilisation blanche, malgré l'offre d'une médaille présidentielle et une réputation littéraire de héros des guerres indiennes forgée par le journaliste Ned Buntline.

## Critique
Pour la première fois dans l'histoire du western parlant, les Indiens y ont droit à la parole, revendiquent leurs droits, gagnent des batailles et ne sont plus des pantins juste bons à abattre, si ce n'est dans le film par la bouche de personnages blancs, haïssables - civils comme militaires - pour lesquels "un bon indien est un indien mort". Au contraire c'est l'image du bon sauvage dans la tradition de James Fenimore Cooper qui prévaut. On peut cependant douter que dans la réalité le vrai Cody se soit montré, comme dans le film, profondément troublé par les massacres de bisons auxquels il a largement contribué.
William Wellmann poursuit son approche critique de la conquête de l'ouest qu'il avait entamée l'année précédente dans L'Étrange incident, accablant réquisitoire contre le lynchage.
À l'occasion du bicentenaire de l'indépendance des États-Unis en juillet 1976, la télévision américaine imitée par la télévision française diffusera ce film, rendant un double hommage au prestigieux personnage du far-west et aux peuples amérindiens.

## Fiche technique
- Titre : Buffalo Bill
- Titre original : Buffalo Bill
- Réalisation : William A. Wellman, assisté d'Otto Brower
- Scénario : Æneas MacKenzie, Clements Ripley (en), Cecile Kramer d'après un récit de Frank Winch
- Production : Harry Sherman et Darryl F. Zanuck
- Société de production : 20th Century Fox
- Musique : David Buttolph et Arthur Lange (non crédité)
- Photographie : Leon Shamroy
- Montage : James B. Clark
- Direction artistique : James Basevi et Lewis H. Creber
- Décorateur de plateau : Thomas Little
- Costumes : René Hubert
- Société de distribution : 20th Century Fox
- Pays de production :  États-Unis
- Format : Technicolor - Son : Mono (Western Electric Recording) Consultant technicolor Nathalie Kalmus
- Genre : Western
- Langue : anglais
- Durée : 90 minutes
- Dates de sortie : 
  - États-Unis : 13 avril 1944 (première mondiale à Los Angeles), 19 avril 1944 (première à New York)
  - France : 4 juin 1947

## Distribution
- Joel McCrea (VF : Jean Martinelli) : William Frederick Cody dit Buffalo Bill
- Maureen O'Hara (VF : Camille Fournier) : Louisa Frederici Cody
- Linda Darnell (VF : Claire Guibert) : Dawn Starlight
- Thomas Mitchell (VF : Camille Guérini) : Ned Buntline
- Edgar Buchanan (VF : Jean Toulout) : Sergent Chips McGraw
- Anthony Quinn (VF : Jean Clarieux) : Chef Œil de Lynx
- Moroni Olsen (VF : Richard Francœur) : Sénateur Frederici
- Frank Fenton (VF : Pierre Leproux) : Murdo Carvell
- Matt Briggs : Général Blazier
- George Lessey (VF : Paul Ville) : M. Schyler Vandervere
- Frank Orth (VF : Jean Clarieux) : Sherman, le propriétaire du stand de tir

Acteurs non crédités
- Sidney Blackmer : Theodore Roosevelt
- Billy Bletcher : un petit homme
- William Haade : un barbier
- Robert Homans : le policier Muldoon
- Arthur Loft : un aboyeur
- Syd Saylor : un aboyeur
- Edwin Stanley : un docteur